# Calommata tibialis
Espèce
Calommata tibialis est une espèce d'araignées mygalomorphes de la famille des Atypidae.

## Distribution
Cette espèce se rencontre au Togo et en Côte d'Ivoire.

## Description
Les mâles mesurent de 6,00 à 6,65 mm dont le mâle holotype 6,65 mm

## Publication originale
- Fourie, Haddad & Jocqué, 2011 : A revision of the purse-web spider genus Calommata Lucas, 1837 (Araneae, Atypidae) in the Afrotropical Region. ZooKeys, no 95, p. 1–28 (texte intégral).